# الدير (قنا)
قرية الدير هي إحدى القرى التابعة لمركز قنا في محافظة قنا في جمهورية مصر العربية. حسب إحصاءات سنة 2006، بلغ إجمالي السكان في الدير 7158 نسمة، منهم 3477 رجل و3681 امرأة.

## أعلام
- عادل صابر (ولد سنة 1965): معلِّم وشاعر عامية، لُقِّب بأمير فن الواو.[2]